# Reus Imperials
I Reus Imperials sono la squadra di football americano di Reus, in Spagna.

## Storia
Fondati nel 1989 come Tarraco Imperials, nel 1993 cambiarono nome assumendo quello attuale; hanno vinto 8 titoli catalani e 2 coppe catalane.
Il 10 gennaio 2018 i Reus Imperials hanno annunciato il ritiro dalla stagione 2018 del campionato spagnolo.

## Dettaglio stagioni

### Tornei nazionali

#### Campionato

##### Serie A
| Stagione | regular season | regular season | regular season | regular season | regular season | regular season | playoff | playoff | playoff | playoff | playoff | playoff    | playoff        |
|          | Vin            | Par            | Per            | Tot            | PF             | PS             | Vin     | Per     | Tot     | PF      | PS      | risultato  | avversaria     |
| -------- | -------------- | -------------- | -------------- | -------------- | -------------- | -------------- | ------- | ------- | ------- | ------- | ------- | ---------- | -------------- |
| 2016     | 2              | 0              | 6              | 8              | 142            | 309            | 0       | 1       | 1       | 3       | 49      | Semifinale | Badalona Dracs |
| 2017     | 8              | 0              | 2              | 10             | 356            | 292            | 1       | 1       | 2       | 46      | 84      | Finale     | Badalona Dracs |
| Totale   | 10             | 0              | 8              | 18             | 498            | 601            | 1       | 2       | 3       | 49      | 133     |            |                |

Fonti: Enciclopedia del Football - A cura di Roberto Mezzetti

##### LNFA 2
| Stagione | regular season | regular season | regular season | regular season | regular season | regular season | playoff | playoff | playoff | playoff | playoff | playoff   | playoff          |
|          | Vin            | Par            | Per            | Tot            | PF             | PS             | Vin     | Per     | Tot     | PF      | PS      | risultato | avversaria       |
| -------- | -------------- | -------------- | -------------- | -------------- | -------------- | -------------- | ------- | ------- | ------- | ------- | ------- | --------- | ---------------- |
| 2008     | 4              | 0              | 1              | 5              | 238            | 36             | 3       | 0       | 3       | 92      | 16      | Campioni  | Valencia Giants  |
| 2009     | 5              | 0              | 0              | 5              | 202            | 14             | 2       | 0       | 2       | 52      | 30      | Campioni  | Valencia Giants  |
| 2014     | 7              | 0              | 1              | 8              | 220            | 49             | 2       | 1       | 3       | 47      | 16      | Finale    | Mallorca Voltors |
| 2015     | 8              | 0              | 0              | 8              | 216            | 51             | 2       | 0       | 2       | 72      | 27      | Campioni  | Barberá Rookies  |
| Totale   | 24             | 0              | 2              | 26             | 876            | 150            | 9       | 1       | 10      | 263     | 89      |           |                  |

Fonti: Enciclopedia del Football - A cura di Roberto Mezzetti

### Tornei locali

#### Campionato catalano
| Stagione | regular season | regular season | regular season | regular season | regular season | regular season | playoff | playoff | playoff | playoff | playoff | playoff   | playoff    |
|          | Vin            | Par            | Per            | Tot            | PF             | PS             | Vin     | Per     | Tot     | PF      | PS      | risultato | avversaria |
| -------- | -------------- | -------------- | -------------- | -------------- | -------------- | -------------- | ------- | ------- | ------- | ------- | ------- | --------- | ---------- |
| 2018-19  | 3              | 0              | 8              | 11             | 75             | 291            | -       | -       | -       | -       | -       | -         | -          |
| 2019-20  | 1              | 0              | 7              | 8              | 20             | 199            | -       | -       | -       | -       | -       | -         | -          |
| 2021     | 0              | 0              | 7              | 7              | 6              | 232            | -       | -       | -       | -       | -       | -         | -          |
| Totale   | 4              | 0              | 22             | 26             | 101            | 722            | -       | -       | -       | -       | -       |           |            |

Fonti: Enciclopedia del Football - A cura di Roberto Mezzetti

### Riepilogo fasi finali disputate
| Anno           | Luogo | Evento  | Fase del torneo | Incontro                         | Risultato |
| 31 maggio 2015 |       | Serie B | Finale          | Barberá Rookies - Reus Imperials | 20 - 24   |
| 5 giugno 2016  |       | Serie A | Semifinale      | Badalona Dracs - Reus Imperials  | 49 - 3    |
| 3 giugno 2017  | reus  | Serie A | Finale          | Badalona Dracs - Reus Imperials  | 56 - 14   |

## Palmarès
- 4 Campionati spagnoli di serie B (2008-2010, 2015)
- 8 Campionati catalani (1997-98, 1998-99, 2005-06, 2007-08, 2008-09, 2010-11, 2011-12, 2012-13)
- 2 Supercoppe (Coppe) di Catalogna (1998, 1999)
- 1 Campionato catalano cadetti (1999)